# Alfredo Esteves
Alfredo Manuel Mousinho Esteves (6 de abril de 1976 em Lisboa), é um ex-jogador de futebol que atualmente é treinador da equipa sub-16 do Wollongong FC da Austrália.
Embora nascido em Portugal, ele possui cidadania timorense. Ele foi capitão da Seleção Timorense de Futebol.